# Community Shield 2021
Community Shield 2021 byl 99. ročník anglického superpoháru zvaného Community Shield, pořádaného anglickou fotbalovou asociací (FA). Fotbalový zápas se odehrál 7. srpna 2021 na londýnském stadionu Wembley. Účastníky byli vítěz Premier League sezóny 2020/21 Manchester City FC, a vítěz anglického poháru ve stejném roce Leicester City FC.

## Statistiky zápasu
| 7. srpna 2021 17:15 SELČ |        |                    |                                                       |
| Leicester City FC        | 1 : 0  | Manchester City FC | Wembley, Londýn diváci: 45 602 rozhodčí: Paul Tierney |
| Iheanacho 89'            | Report |                    | Wembley, Londýn diváci: 45 602 rozhodčí: Paul Tierney |

| Leicester City FC | Manchester City FC |

| B               | 1  | Kasper Schmeichel (c) |     |     |
| PO              | 21 | Ricardo Pereira       |     |     |
| SO              | 18 | Daniel Amartey        |     |     |
| SO              | 4  | Çağlar Söyüncü        |     |     |
| LO              | 5  | Ryan Bertrand         | 50' | 78' |
| SZ              | 8  | Youri Tielemans       |     | 72' |
| SZ              | 25 | Wilfred Ndidi         |     |     |
| PZ              | 17 | Ayoze Pérez           |     | 71' |
| SZ              | 10 | James Maddison        |     | 71' |
| LZ              | 7  | Harvey Barnes         |     | 79' |
| SÚ              | 9  | Jamie Vardy           |     | 71' |
| Náhradníci:     |    |                       |     |     |
| B               | 12 | Danny Ward            |     |     |
| O               | 16 | Filip Benković        |     |     |
| O               | 33 | Luke Thomas           |     | 78' |
| Z               | 11 | Marc Albrighton       |     | 71' |
| Z               | 20 | Hamza Choudhury       |     |     |
| Z               | 22 | Kiernan Dewsbury-Hall |     | 71' |
| Z               | 42 | Boubakary Soumaré     |     | 72' |
| Ú               | 14 | Kelechi Iheanacho     |     | 79' |
| Ú               | 29 | Patson Daka           |     | 71' |
| Trenér:         |    |                       |     |     |
| Brendan Rodgers |    |                       |     |     |

| B             | 13 | Zack Steffen     |     |
| PO            | 27 | João Cancelo     |     |
| SO            | 3  | Rúben Dias 87'   |     |
| SO            | 6  | Nathan Aké       |     |
| LO            | 22 | Benjamin Mendy   |     |
| PZ            | 80 | Cole Palmer      | 74' |
| SZ            | 25 | Fernandinho (c)  | 87' |
| LZ            | 8  | İlkay Gündoğan   | 65' |
| PÚ            | 26 | Riyad Mahrez     |     |
| SÚ            | 21 | Ferran Torres    | 74' |
| LÚ            | 53 | Samuel Edozie    | 65' |
| Náhradníci:   |    |                  |     |
| B             | 33 | Scott Carson     |     |
| O             | 34 | Philippe Sandler |     |
| O             | 39 | Yan Couto        |     |
| Z             | 10 | Jack Grealish    | 65' |
| Z             | 16 | Rodri            | 65' |
| Z             | 20 | Bernardo Silva   | 74' |
| Z             | 69 | Tommy Doyle      |     |
| Z             | 81 | Claudio Gomes    |     |
| Z             | 96 | Ben Knight       | 74' |
| Trenér:       |    |                  |     |
| Pep Guardiola |    |                  |     |

| Asistenti rozhodčího: Ian Hussin Neil Davies Čtvrtý rozhodčí: Peter Bankes |